# غاري لثوي
| نقطة النطق (مخرج حرف) |
| 1. شفوي - شفتاني - أسناني شفوي 2. شفوي لساني 3. نطعي - بين أسناني - أسناني - لثوي - ارتدادي - لثوي غاري - غاري لثوي 4. خلفي - غاري - طبقي - لهوي 5. حلقي 6. حنجري |

الأصوات الغَارِيَّة اللِّثَوِيَّة هي الصوامت التي يلامس فيها طرف اللسان ووسطه اللثة والحنك الصلب (أي الغار)، لكنها أقرب إلى الغار من صوت لثوي غاري. مثلا: الشين الصيني الرقيق (مكتوب x في البينيين).

فم ناطق صوت أسناني